# 前少帝 (前漢)
少帝（しょうてい）は、前漢の第3代皇帝（歴代皇帝に含まない場合もある）。一般に諱は恭とされるが、『史記』・『漢書』およびその注にその記録はなく、近代日本において「劉某」が誤写されたのが初出と考えられる。『太平御覧』などでは前少帝と書かれる。

## 生涯
恵帝（劉盈）と後宮の女性との間に生まれた。恵帝死後、張皇后（魯元公主の娘）が嗣子をもうけていなかったため、呂太后の支持を得て即位した。この際、呂太后の外孫にあたる張皇后が生んだ子であると公表するために、生母たる女官は殺害されたといわれる。
少帝が成長してこの事実を知ると、呂后を恨むようになった。呂后が少帝の怨恨を知ると、後難を恐れた呂后は少帝を幽閉、重病であるとして廃位した。それから間もなく少帝は殺害された。

## 史料
- 『史記』巻9 呂太后本紀
- 『漢書』巻3 高后紀

## 登場作品
テレビドラマ
- 『劉邦の大風歌 -漢建国記-』（2009年、中国、演：丁沢恩）
- 『美人心計〜一人の妃と二人の皇帝〜』（2012年、中国、演：劉沢龍）